# Erbaluce (vitigno)
L'Erbaluce è un vitigno a bacca bianca piemontese originario del Canavese. 

## Storia
Le prime notizie sull'erbaluce risalgono al 1606, quando viene menzionato con il nome di Elbalus in un testo di Giovan Battista Croce, gioielliere presso il duca Carlo Emanuele I di Savoia. Le sue origini sono piuttosto controverse: secondo una teoria ormai poco accreditata deriverebbe da una varietà di Trebbiano, conosciuta in Lombardia con il nome di Bianchera. Indagini genetiche più recenti lo collegano invece con un altro vitigno piemontese, il Cascarolo bianco. Prima dell'introduzione dello Chardonnay l'Erbaluce è stato per lungo tempo l'unico vitigno a bacca bianca raccomandato nel territorio della Città metropolitana di Torino. La tradizionale forma di  coltivazione utilizzata nel Canavese per l'erbaluce è la pergola, anche se attualmente sono diffuse anche altre forme di coltivazione.  

## Caratteristiche morfologiche
- Germoglio: con apice espanso di colore bianco-verdastro, è caratterizzato da tomento aracnoideo e orli carminati.[4]
- Viticcio: di colore verde, i viticci dell'Erbaluce sono lunghi, sottili e bifidi o trifidi.[4]
- Grappolo: non molto compatto, il che lo rende piuttosto resistente alla muffa griga e quindi adatto al processo di appassimento.[3]
- Acino: medio-piccolo di forma sferoidale e colore giallo-ambrato, con l'esposizione al sole vira a volte verso il rosato. La buccia è pruinosa, trasparente e di medio spessore.[4]
- Foglia: di media grandezza con cinque lobi, con la superficie del lembo fogliare ondulata; è glabra su entrambe le pagine. Il picciolo è verde, di media lunghezza.[4]

## Sinonimi

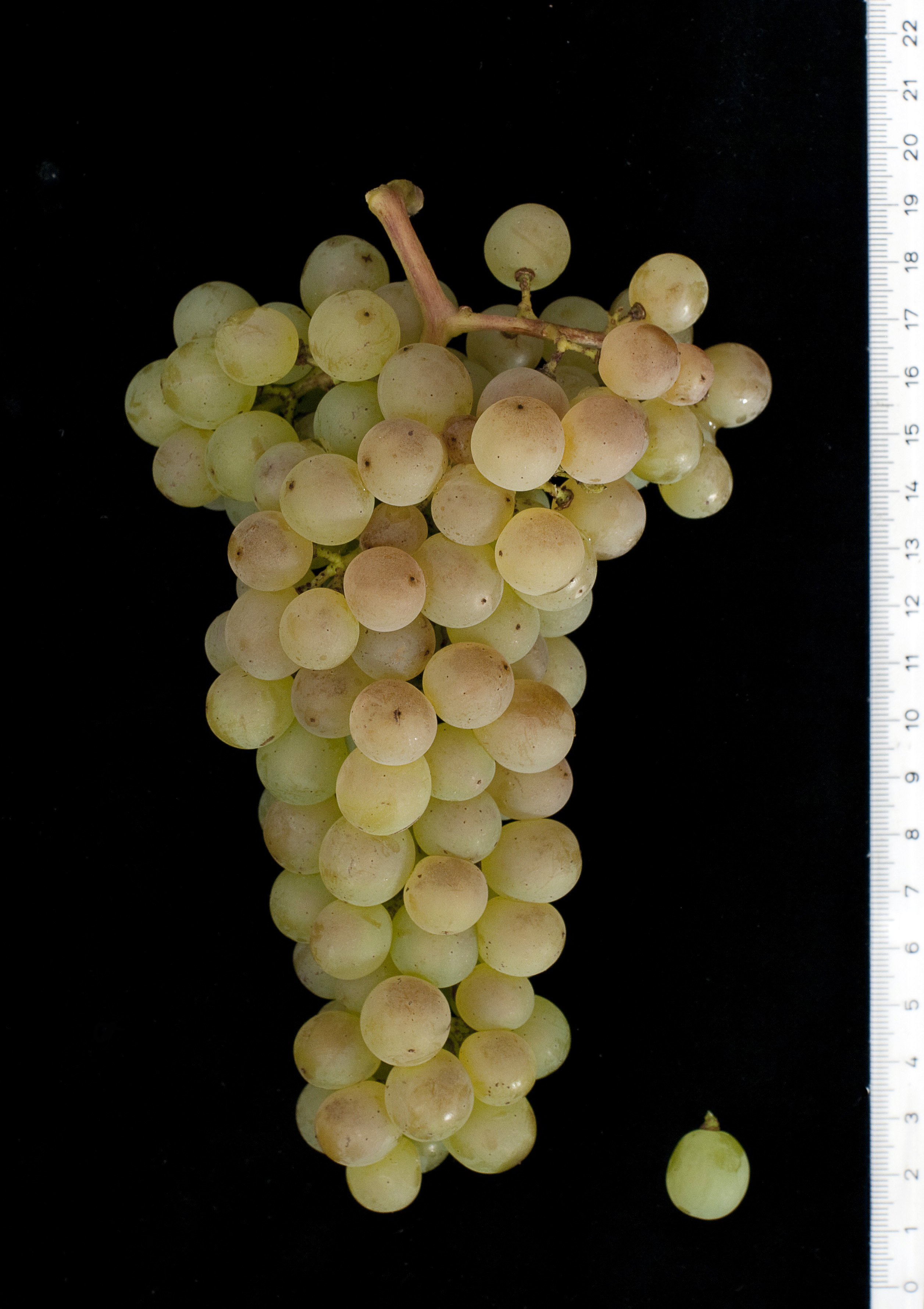
Un grappolo di Erbaluce

Il vitigno è anche conosciuto con i seguenti sinonimi: Alba Lucenti, Albaluce, Albe Lucenti, Ambra, Bianc Rousti, Bianchera, Bianco Rusti, Erba Luce, Erbaluce bianca, Erbalucente, Erbalucente bianca, Erbalus, Erbcalon, Greco Novarese, Repcalon, Trebbiano Gentile, Trebbiano Perugino, Trebbiano Verde dell'Umbria, Uva Rustia, Uva Rustica e Vernazza di Gattinara.

## Impiego
Il vitigno viene utilizzato in purezza nella produzione di alcuni storici vini canavesani: le DOC Canavese bianco e le DOCG Erbaluce di Caluso passito ed Erbaluce di Caluso spumante. Sempre in purezza è anche usato nelle DOC Colline Novaresi bianco e Coste della Sesia bianco.